# 季戈達河
季戈達河是俄羅斯的河流，位於諾夫哥羅德州和列寧格勒州，屬於沃爾霍夫河的左支流，河道全長143公里，流域面域2,290平方公里，河畔城鎮有柳班。